# Rubén López
Rubén López García-Madrid (* 9. Juli 1979 in Barcelona) ist ein spanischer Fußballspieler auf der Position eines Abwehrspielers.

## Karriere
Rubén López begann seine Karriere beim Vilobi CF, von wo er 2001 in die erste Mannschaft des FC Terrassa wechselte. In seiner ersten Saison konnte der Verein in die Segunda División mit Platz fünf aufsteigen, wo der Verein bis zum Abstieg 2004/05 verweilte. Danach wechselte der Verteidiger zu CD Numancia, ebenfalls in der zweithöchsten spanischen Spielklasse ansässig. Nach nur einer Saison kehrte er zu Terrassa zurück und spielte drittklassig. 2007 folgte ein erneuter Wechsel und Rubén López war beim UD Vecindario aktiv. 2008 unterschrieb er einen Vertrag beim UD Melilla, den er (auch drittklassig) bis Januar 2011 treu blieb.
Im Januar 2011 wechselte er nach Österreich zum LASK Linz. Dort gab er sein Debüt in der höchsten österreichischen Spielklasse am 12. Februar 2011 gegen den SV Mattersburg, als er durchspielte. Das Spiel wurde 0:1 verloren. Insgesamt kam er auf sechs Einsätze und musste mit den Linzern absteigen.